# Parque Nacional das Ilhas Shantar
O Parque Nacional das Ilhas Shantar (em russo:  Шантарские острова (национальный парк) é uma área protegida na Rússia, que abrange tanto o ambiente terrestre como o marítimo das Ilhas Shantar, um grupo de 15 ilhas atualmente desabitadas que se encontram perto da costa do Krai de Khabarovsk, no Mar de Okhotsk, Extremo Oriente Russo. A maioria das ilhas são moderadamente montanhosas, com falésias escarpadas; o ponto mais alto tem 720 metros. Situado a leste da baía mais ocidental, o parque é o lugar mais raso e mais calmo do Mar de Okhotsk. A área ao redor das ilhas é importante para mamíferos marinhos - incluindo leões-marinhos, focas e muitas espécies de cetáceos - existe também um grande quantidade de salmão desovando e colónias muito grandes de pássaros. O parque era anteriormente uma reserva natural (estabelecida em 1999), mas foi restabelecida como um parque nacional federal em 2013 com a finalidade declarada de proteger o habitat das espécies vulneráveis (e em particular a patrulha contra a caça furtiva), e suportar o estudo científico e o turismo ecológico da área. As Ilhas Shantar estão localizadas no distrito Tuguro-Chumikansky, no Krai de Khabarovsk. O parque é supervisionado pelo Ministério dos Recursos Naturais da Rússia.

## Topografia
As ilhas Shantar encontram-se no lado oriental do golfo de Uda; há 9000 - 10 000 anos atrás estava tudo conectado, o que explica o porquê de o ecossistema floral da ilha não contém espécies endémicas. Das 15 ilhas e muitas rochas que sobem acima da superfície, duas constituem 75% da área terrestre do parque: a Ilha Bolshoy Shantar (176 600 hectares), e a Ilha Feklistova (37 200 hectares), que fica a cerca de 20 km a oeste de Bolshoy Shantar. O golfo de Uda separa as principais ilhas da costa a oeste. As marés chegam a 5 - 8 metros, e as correntes em torno da ilha são muito fortes. A formação de nevoeiro é frequente.

## Clima e eco-região
O clima nas ilhas Shantar é mais severo do que o do Mar Okhotsk em geral. Os ventos predominantes do nordeste empurram correntes de gelo para a costa e ao redor de Shantar, deixando apenas 2 ou 3 meses por ano de água livre de gelo. A designação oficial do clima para a área de Shantar é "clima sub-árctico", com invernos longos, frios e verões frescos curtos.